# Svetovno prvenstvo športnih dirkalnikov sezona 1956
Svetovno prvenstvo športnih dirkalnikov sezona 1956 je bila četrta sezona Svetovnega prvenstva športnih dirkalnikov, ki je potekalo med 29. januarjem in 12. avgusta 1956. Naslov konstruktorskega prvaka je osvojil Ferrari.

## Spored dirk
| Št | Ime                   | Dirkališče                     | Datum      |
| -- | --------------------- | ------------------------------ | ---------- |
| 1  | 1000 km Buenos Airesa | Autódromo Oscar Alfredo Gálvez | 29. januar |
| 2  | 12 ur Sebringa        | Sebring International Raceway  | 24. marec  |
| 3  | Mille Miglia          | Brescia                        | 12. april  |
| 4  | 1000 km Nürburgringa  | Nürburgring                    | 27. maj    |
| 5  | 1000 km Kristenstadta | Rabelöfsbanan                  | 12. avgust |

## Rezultati

### Po dirkah
| Št | Dirkališče    | Zmag. moštvo                           | Poročilo |
| Št | Dirkališče    | Zmag. dirkač(a)                        | Poročilo |
| -- | ------------- | -------------------------------------- | -------- |
| 1  | Buenos Aires  | #31 Officine Alfieri Maserati          | Poročilo |
| 1  | Buenos Aires  | Stirling Moss Carlos Menditéguy        | Poročilo |
| 2  | Sebring       | #17 Scuderia Ferrari                   | Poročilo |
| 2  | Sebring       | Juan Manuel Fangio Eugenio Castellotti | Poročilo |
| 3  | Brescia       | #548 Scuderia Ferrari                  | Poročilo |
| 3  | Brescia       | Eugenio Castellotti                    | Poročilo |
| 4  | Nürburgring   | #6 Officine Alfieri Maserati           | Poročilo |
| 4  | Nürburgring   | Piero Taruffi Harry Schell             | Poročilo |
| 5  | Rabelöfsbanan | #3 Scuderia Ferrari                    | Poročilo |
| 5  | Rabelöfsbanan | Phil Hill Maurice Trintignant          | Poročilo |

### Konstruktorsko prvenstvo
Točkovanje po sistemu 8-6-4-3-2-1, točke dobi le najbolje uvrščeni dirkalnik posameznega konstruktorja. Za prvenstvo so šteli trije najboljši rezultati na petih dirkah.
| Poz | Konstruktor   | 1. | 2. | 3. | 4. | 5. | Skupaj |
| --- | ------------- | -- | -- | -- | -- | -- | ------ |
| 1   | Ferrari       | 6  | 8  | 8  | 6  | 8  | 24     |
| 2   | Maserati      | 8  | 2  |    | 8  |    | 18     |
| 3   | Jaguar        |    | 4  |    |    | 3  | 7      |
| 4   | Aston Martin  |    | 3  |    | 2  |    | 5      |
| 5   | Porsche       |    | 1  |    | 3  |    | 4      |
| 6   | Mercedes-Benz | 1  |    | 1  |    |    | 2      |